# Leonard (Minnesota)
Pour les articles homonymes, voir Leonard.
Leonard est une ville américaine située dans le Comté de Clearwater, dans le Minnesota. Selon le recensement de 2010, sa population est de 41 habitants.